# JŽ 342 sorozat
A JŽ 342 sorozat egy Bo’Bo’ tengelyelrendezésű, 3 kV DC áramrendszerű villamosmozdony sorozat. Az ASGEN gyártotta 1968–1970 között. A JŽ, azon belül is a ljubljanai igazgatóság részére összesen 40 db készült a mozdonyból. Jugoszlávia felbomlása, így az SŽ megalakulása után a teljes sorozat Szlovéniában maradt, ahol mint SŽ 342 sorozat ismert. A 2000-es években két olasz vasúttársaság, az FNM és a FER összesen 14 darab mozdonyt vett át, ez lett az E.640 sorozat.

## Képek

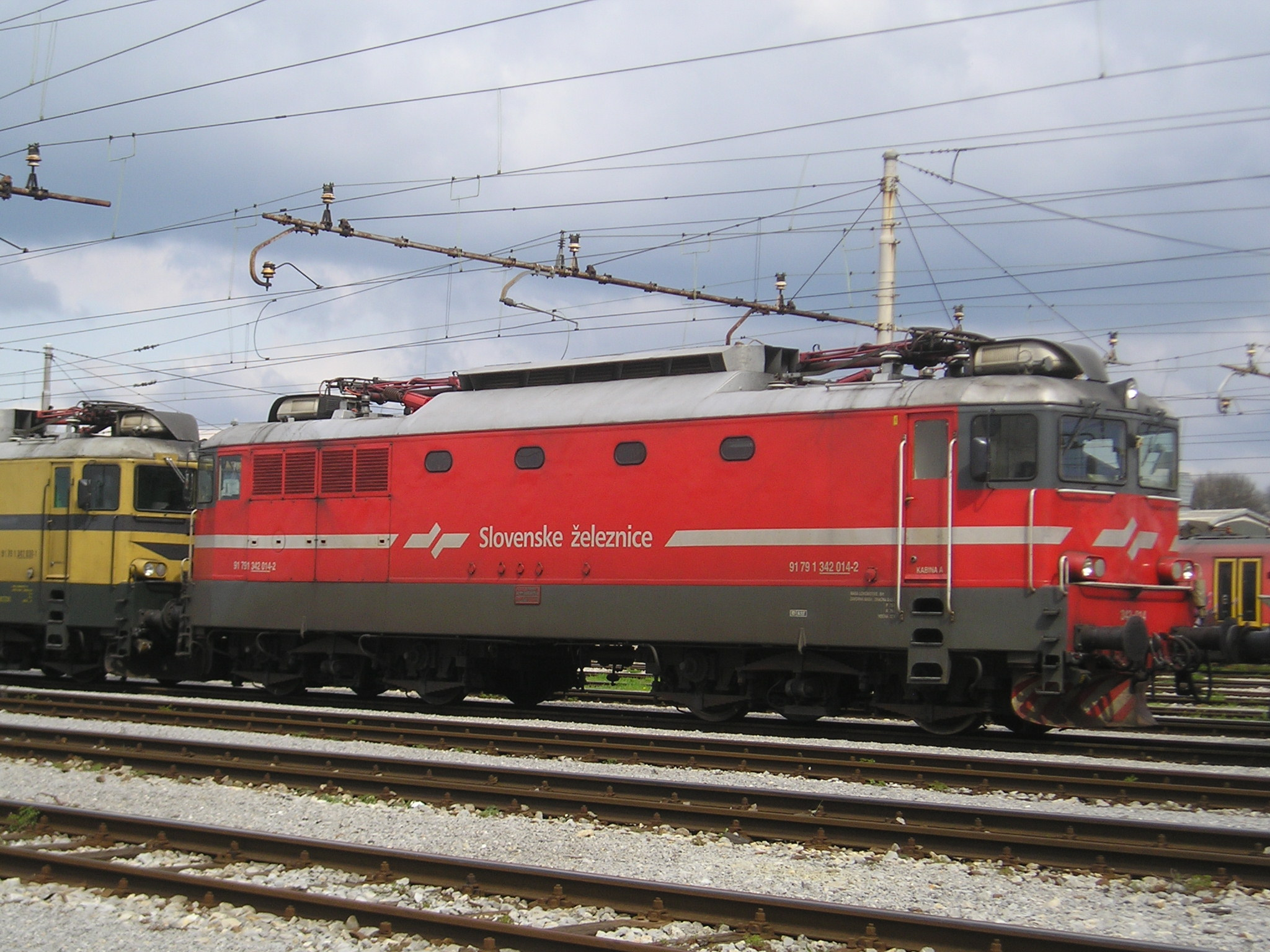
SŽ 342 sorozat
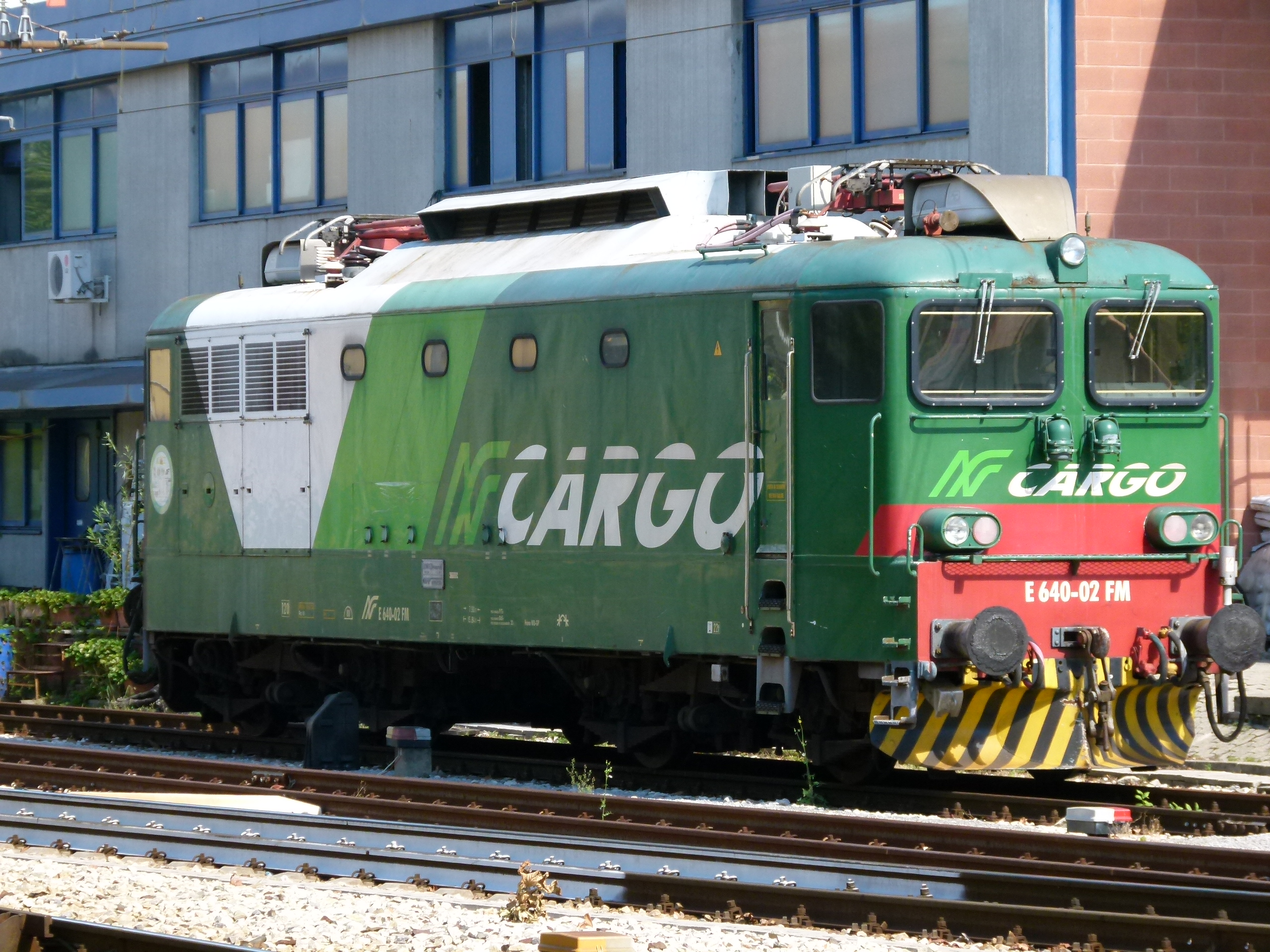
FNM E.640 sorozat
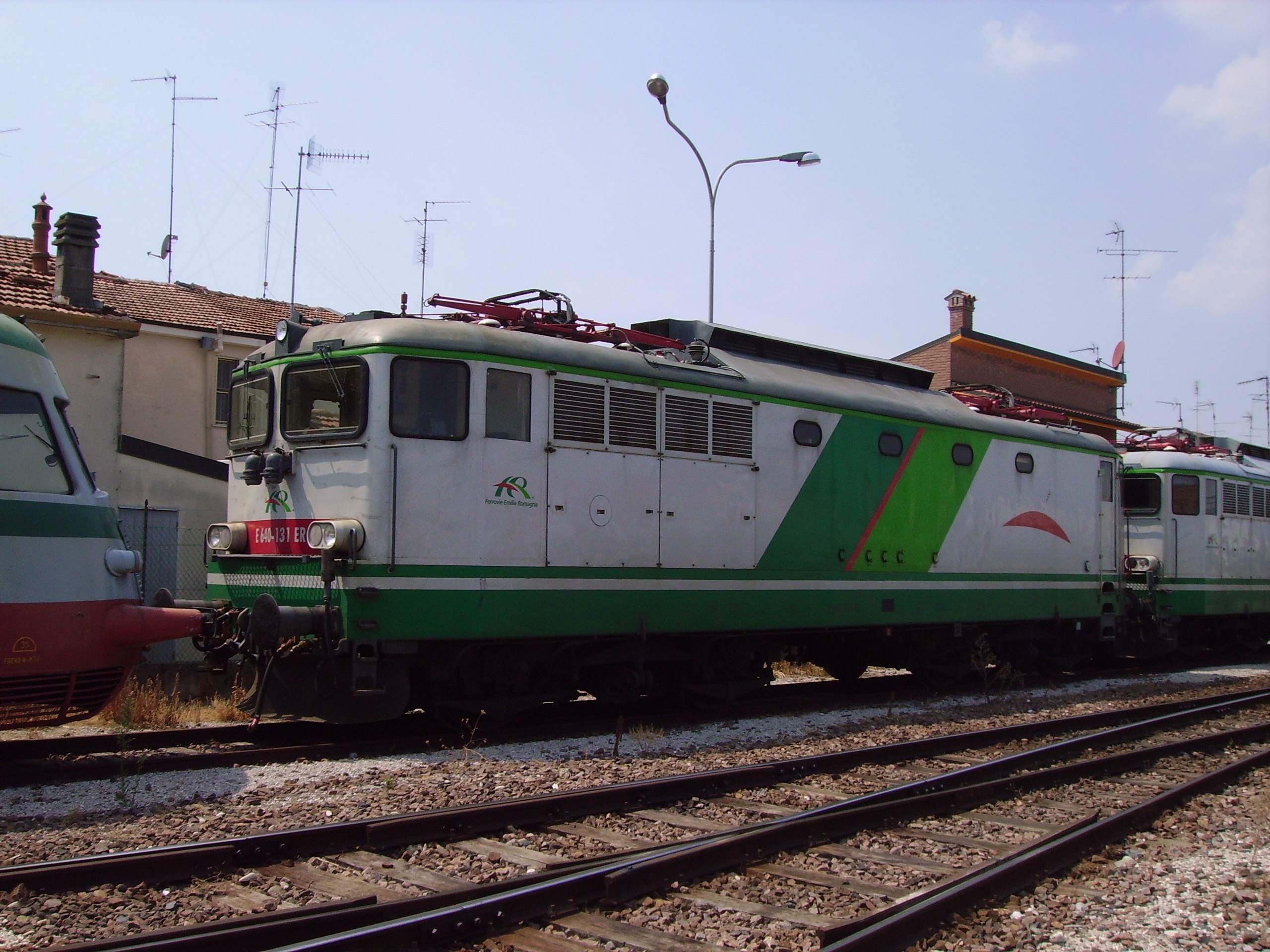
FER E.640 sorozat